# Overkill (band)
Overkill is een Amerikaanse thrashmetalband, gevormd in 1980 in New Jersey, maar pas echt actief sinds 1984. Net als vele andere groepen heeft ook deze band een mascotte: een vleermuisachtig skelet met groene ogen genaamd Chaly. Deze mascotte is vooral op hun albumhoezen te zien. Tot nu toe hebben ze 19 studioalbums uitgebracht, 2 livealbums, 2 lp's en een coveralbum.

## Huidige bandleden

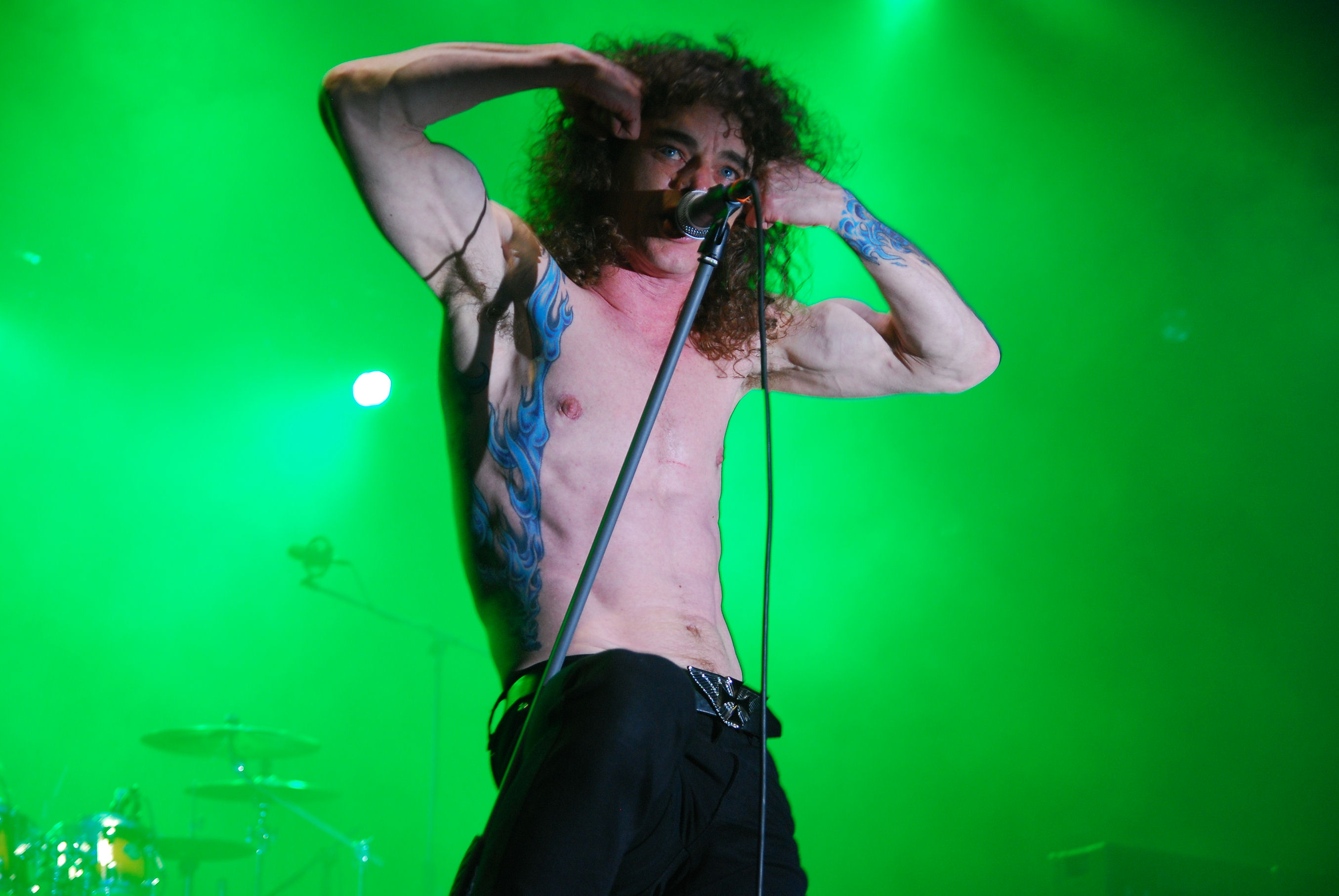
Bobby Ellsworth

- Bobby "Blitz" Ellsworth - zang (1980-heden)
- Dave Linsk - gitaar (2000-heden)
- Derek Tailer - gitaar (2000-heden)
- D.D. Verni - basgitaar (1980-heden)
- Jason Bittner - drums (2017-heden)

## Voormalige bandleden
- Rat Skates - drums
- Bobby Gustafson - gitaar
- Sid Falck - drums
- Rob Cannavino - gitaar
- Merritt Gant - gitaar
- Tim Mallare - drums
- Joe Comeau - gitaar
- Sebastian Marino - gitaar
- Ron Lipnicki - drums (2005-2017)

## Discografie

### Studioalbums
| Jaar | Titel                          |
| 1985 | Feel the Fire                  |
| 1987 | Taking Over                    |
| 1988 | Under the Influence            |
| 1989 | The Years of Decay             |
| 1991 | Horrorscope                    |
| 1993 | I Hear Black                   |
| 1994 | W.F.O.                         |
| 1996 | The Killing Kind               |
| 1997 | From the Underground and Below |
| 1999 | Necroshine                     |
| 2000 | Bloodletting                   |
| 2001 | Killbox 13                     |
| 2005 | ReliXIV                        |
| 2007 | Immortalis                     |
| 2010 | Ironbound                      |
| 2012 | The Electric Age               |
| 2014 | White Devil Armory             |
| 2017 | The Grinding Wheel             |
| 2019 | The Wings of War               |
| 2023 | Scorched                       |